# 高谅 (元朝)
高谅，辽阳人，元朝政治人物，高天锡之子。
真金初封燕王，以高諒為符宝郎。后来命襲其父官职为鹰房都总管。太子真金很喜欢他，对符宝郎董文忠说：“你為我奏請，以高諒所管民户隶属於我，得高諒尽力為我用。”董文忠入奏，忽必烈听从。不久，授高諒为嘉议大夫，转任兵部尚书。去世。元仁宗時，追贈推誠保德赞治功臣、太師、開府儀同三司、上柱国，追封营国公，谥宣靖。其子高塔失不花。